# Jeisson Vargas
Pour les articles homonymes, voir Vargas.
Jeisson Vargas, né le 15 septembre 1997 à Recoleta, est un footballeur chilien jouant aux postes d'ailier droit, gauche ou avant-centre au CD la Serena.

## Biographie

### Les débuts au Chili
Formé au CD Universidad Católica dans la capitale chilienne, Santiago de Chile, Vargas fait ses débuts professionnels le 5 décembre 2014 à l’âge de dix-sept ans, dans le tournoi d'ouverture, en remplaçant Diego Rojas à la 81e minute, lors d'un match face à l'Universidad de Concepción.
En 2015-2016, il récolte huit buts et huit passes décisives en vingt rencontres de première division chilienne, aidant son équipe à gagner le titre hivernal.

#### Prêt en Argentine et arrivée à Montréal
Durant l'année 2016, il est acheté partiellement par l'Impact de Montréal via son équipe réserve du FC Montréal avant d'être immédiatement prêté en première division argentine. Vargas a de la difficulté à s’adapter au style de jeu argentin et ne dispute qu'une douzaine de matchs.
De retour au Chili au cours de l'été 2017, Vargas réalise une demi-saison sans relief avant de rejoindre en janvier 2018 la franchise québécoise de l'Impact de Montréal en vue de la saison 2018 de la MLS.

#### Retour au Chili
Il ne parvient pas à s'imposer dans le groupe de Rémi Garde et retourne en prêt à l'Universidad Católica pour la saison 2019,. À l'issue du prêt, il est finalement transféré à l'Unión La Calera où il signe un contrat de trois saisons,.
Il inscrit quatorze buts en 57 rencontres rencontres avec l'Unión La Calera avant d'être recruté par l'Universidad de Chile pour la saison 2022.

#### Prêt au Qatar
Le 31 janvier 2023, Jeisson Vargas est prêté à l'Al-Rayyan SC, en première division qatarienne.

### En sélection
Il est appelé pour la première fois en équipe A par Juan Antonio Pizzi, afin d'affronter l'Argentine et le Venezuela, dans le cadre des éliminatoires de la Coupe du monde 2018. Néanmoins, il n'apparaît pas sur le terrain.

## Palmarès
Universidad Católica
- Champion du Chili en 2016 (Clôture) et en 2019